# Беззвучна двубърнена преградна съгласна
Беззвучната двубърнена преградна съгласна е вид съгласен звук, използван в почти всички говорими езици. В Международната фонетична азбука той се отбелязва със символа p. В българския език е звукът, обозначаван с „п“.
Беззвучната двубърнена преградна съгласна се използва в езици като английски (pack, [pʰæk]), испански (peso, [ˈpe̞so̞]), мандарин (爆炸, [pɑʊ˥˩ tʂa˥˩]), немски (Pack, [pʰak]), полски (pas, [päs]), руски (плод, [pɫot̪]), френски (pomme, [pɔm]).